# Adam Erne
Adam Erne (* 20. April 1995 in New Haven, Connecticut) ist ein US-amerikanischer Eishockeyspieler, der zuletzt bis November 2024 beim Hartford Wolf Pack aus der American Hockey League (AHL) unter Vertrag gestanden und dort auf der Position des linken Flügelstürmers gespielt hat. Zuvor war Erne unter anderem für die Tampa Bay Lightning, Detroit Red Wings und Edmonton Oilers in der National Hockey League (NHL) aktiv.

## Karriere
Erne verbrachte seine Juniorenzeit zunächst zwischen 2010 und 2011 bei den Indiana Ice in der United States Hockey League. Nach einem Jahr in der Liga entschied jedoch, seine Juniorenkarriere in Kanada fortzusetzen. Nachdem er im Entry Draft der Ligue de hockey junior majeur du Québec des Jahres 2011 von den Halifax Mooseheads ausgewählt worden war, transferierten diese seine Rechte an den Ligakonkurrenten Remparts de Québec. Für das Team war der Stürmer die folgenden vier Spielzeiten bis zum Sommer 2015 aktiv. Während dieser Zeit wurde er im NHL Entry Draft 2013 in der zweiten Runde an 33. Position von den Tampa Bay Lightning aus der National Hockey League ausgewählt. Diese nahmen den Angreifer im April 2014 unter Vertrag und ließen ihn zum Ende der Saison 2013/14 erstmals im Profibereich bei ihrem Farmteam, den Syracuse Crunch, in der American Hockey League auflaufen. Zur Spielzeit 2014/15 kehrte Erne nach Québec City zurück und führte das Team in das Finale um die Coupe du Président, wo das Team den Océanic de Rimouski aber unterlag. Der US-Amerikaner schloss die Play-offs als bester Torschütze und zweitbester Scorer ab, wofür er die Trophée Guy Lafleur als wertvollster Spieler erhielt. Im anschließenden Memorial Cup, den die Remparts ausrichteten, war Erne ebenfalls zweitbester Scorer hinter dem Deutschen Leon Draisaitl.
Zur Saison 2015/16 wechselte Erne dann fest ins Franchise der Tampa Bay Lightning. Diese setzten ihn im gesamten Saisonverlauf aber ausschließlich bei den Syracuse Crunch in der AHL ein. Erst im Verlauf der Spielzeit 2016/17 feierte der Flügelstürmer sein NHL-Debüt für die Lightning, nachdem er Anfang Januar 2017 erstmals in deren Kader berufen worden war. Mit Beginn der Saison 2018/19 etablierte sich Erne im NHL-Aufgebot der Lightning und wurde über die gesamte Spielzeit nicht zurück in die AHL geschickt. Im folgenden Sommer wurde sein auslaufender Vertrag in Tampa, unter anderem aufgrund der angespannten Gehaltssituation (salary cap), vorerst nicht verlängert, ehe er im August 2019 im Tausch für ein Viertrunden-Wahlrecht im NHL Entry Draft 2020 zu den Detroit Red Wings transferiert wurde. Die Red Wings statteten ihn in der Folge mit einem neuen Einjahresvertrag aus, der später zunächst um ein und anschließend um zwei Jahre verlängert wurde. Über die Saison 2022/23 erhielt Erne jedoch kein erneutes Angebot seitens der Red Wings, so dass er sich über ein Probeengagement im Oktober 2023 einen Einjahresvertrag bei den Edmonton Oilers erarbeitete. Dieser wurde anschließend nicht verlängert und Erne schloss sich im Oktober 2024 dem Hartford Wolf Pack aus der AHL an, für die er bis Mitte November allerdings nur zehn Spiele absolvierte.

### International
Für sein Heimatland spielte Erne beim Ivan Hlinka Memorial Tournament 2012 und der U20-Junioren-Weltmeisterschaft 2014. Dabei konnten sich die Teams mit einem siebten und einem fünften Rang nicht in den Medaillenrängen platzieren. Erne selbst steuerte beim Ivan Hlinka Memorial Tournament insgesamt fünf der 14 Treffer der US-Amerikaner bei.

## Erfolge und Auszeichnungen
- 2013 Teilnahme am CHL Top Prospects Game
- 2015 Trophée Guy Lafleur

## Karrierestatistik
Stand: Ende der Saison 2023/24

### International
Vertrat die USA bei:
- Ivan Hlinka Memorial Tournament 2012
- U20-Junioren-Weltmeisterschaft 2014

(Legende zur Spielerstatistik: Sp oder GP = absolvierte Spiele; T oder G = erzielte Tore; V oder A = erzielte Assists; Pkt oder Pts = erzielte Scorerpunkte; SM oder PIM = erhaltene Strafminuten; +/− = Plus/Minus-Bilanz; PP = erzielte Überzahltore; SH = erzielte Unterzahltore; GW = erzielte Siegtore; 1 Play-downs/Relegation; Kursiv: Statistik nicht vollständig)